# Roßkammhaus

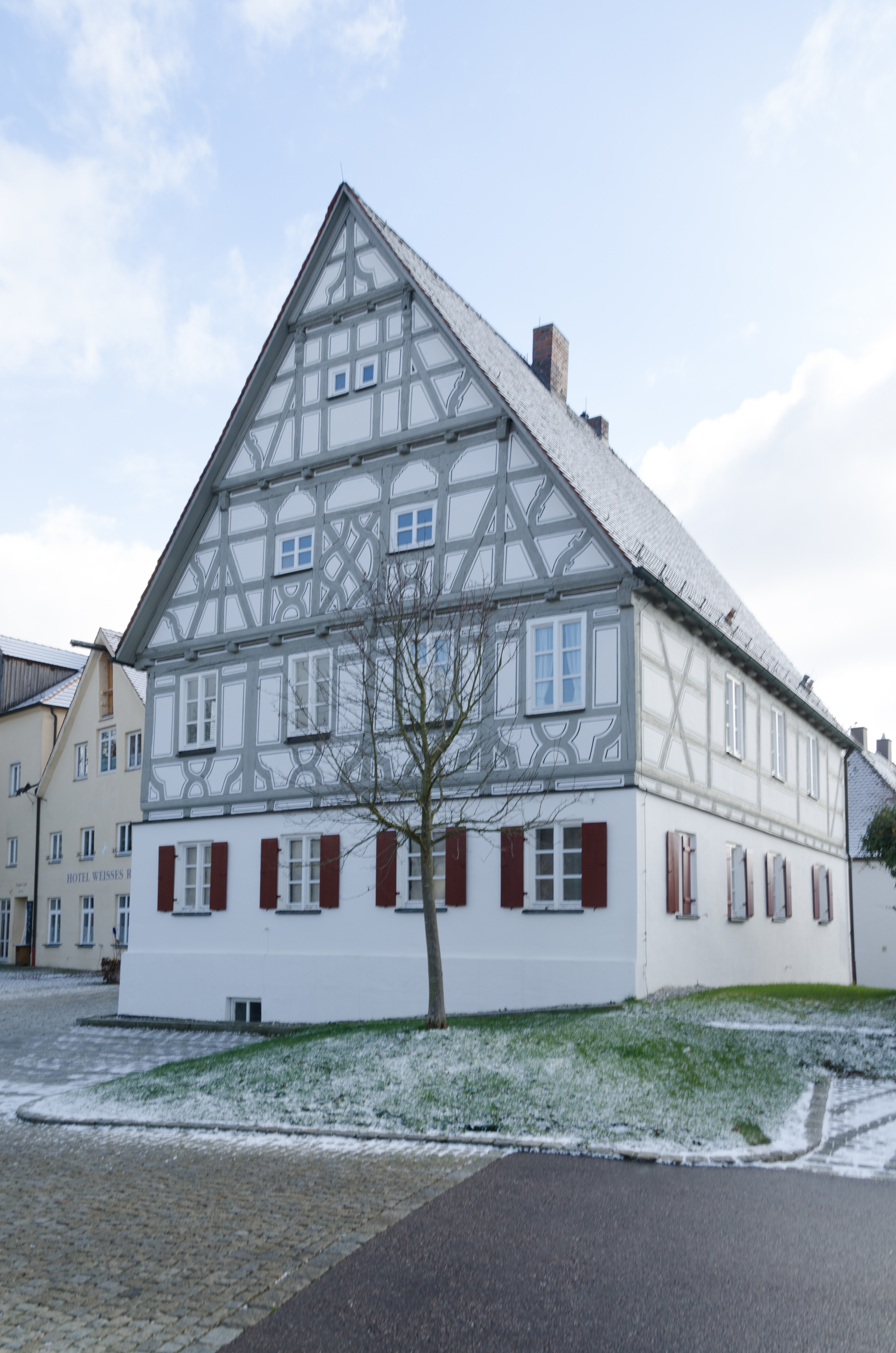
Roßkammhaus in Ichenhausen

Das Roßkammhaus in Ichenhausen, einer Stadt im Landkreis Günzburg im bayerischen Regierungsbezirk Schwaben, wurde 1680 errichtet. Das ehemalige Vogthaus am Schloßplatz 1 ist ein geschütztes Baudenkmal.

## Geschichte
Der Bau mit Fachwerkobergeschoss und -giebel gehört zum Ensemble des Unteren Schlosses. Das ehemalige Amtshaus wurde 1841 vom jüdischen Händler Roßkamm gekauft, nach dem es benannt ist. Bei der Renovierung im Jahr 1981 entfernte man den Putz und sanierte die Fachwerkkonstruktion.